# Scolomys ucayalensis
Scolomys ucayalensis is een zoogdier uit de familie van de Cricetidae. De wetenschappelijke naam van de soort werd voor het eerst geldig gepubliceerd door Pacheco in 1991.